# Perscheloribates surigaoensis
Perscheloribates surigaoensis är en kvalsterart som beskrevs av Corpuz-Raros 1980. Perscheloribates surigaoensis ingår i släktet Perscheloribates och familjen Scheloribatidae. Inga underarter finns listade i Catalogue of Life.